# 石灵 (演员)
石灵（1922年—1999年），男，天津人，中国电影演员，中国电影家协会会员，中国电影金鸡奖最佳男配角得主。代表作为电影《巴山夜雨》。